# Andres Urrutia
Andres Urrutia Badiola (Bilbao, 21 de diciembre de 1954) es un notario y escritor español,  presidente de la Real Academia de la Lengua Vasca desde el año 2005.

## Biografía
Licenciado en Derecho por la Universidad de Deusto (1976). Fue notario en Ondarroa desde 1981 hasta 1994, afincándose en Bilbao desde ese año. Es profesor de la Universidad de Deusto, donde imparte clases tanto en euskera como en castellano.
Fue miembro del Consejo Asesor del Euskera desde 1984 hasta 1988. Ha participado en numerosos trabajos lexicográficos y terminólogicos, por ejemplo: "Euskara legebidean" (en colaboración con Gotzon Lobera), "Euskara, zuzenbidearen hizkera" y "Bizkaiko Batzar Nagusiak eta euskara: 1833–1877". También es colaborador del instituto Labayru.
Como escritor ha realizado varias traducciones y publicado dos libros de narraciones:
- Orrialdeak 1992, Labayru.
- Berbondo 2004, Labayru.

## Presidente de la Real Academia de la Lengua Vasca (Euskaltzaindia)
En 1997 fue nombrado académico de número (euskaltzain oso) de la Real Academia de la Lengua Vasca (Euskaltzaindia). El 27 de enero de 2005 fue elegido presidente de la Real Academia de la Lengua Vasca (Euskaltzainburu) para sustituir a Jean Haritxelhar, convirtiéndose así en el séptimo presidente de la Academia.